# Louis de Caullery
Louis de Caullery ou de Caulery, né vers 1580 à Caullery et mort en 1621 à Anvers, est un peintre flamand. Il est connu pour ses scènes d'architecture, vues de ville, scènes de genre, compositions allégoriques et peintures d'histoire. Il est l'un des pionniers du genre artistique des réunions de cour et des fêtes champêtres dans la peinture flamande.

## Biographie
Probablement né à Caullery, Louis de Caullery se rend à Anvers tout jeune, vers l'âge de 15 ans. Il est l'élève de Joos de Momper à partir de 1593. Il est reçu maître de la Guilde de Saint-Luc d'Anvers en 1602.
En 1608, il a un élève dont le nom n'a pas été conservé. Il épouse Maria Adriaenssens, avec qui il eut plusieurs enfants.
Dans le passé, on a cru qu'il s'ést rendu en Italie pour poursuivre ses études, visitant peut-être Venise, Florence et Rome. Cette hypothèse semblait être soutenue par les sujets italiens qu'il peignait ainsi que par son utilisation de la couleur, qui était plutôt innovante pour des peintres formés à Anvers. Il est maintenant admis que Louis de Caullery n'a probablement pas voyagé en Italie et qu'il n'existe aucune preuve d'un tel voyage. Les bâtiments vénitiens, florentins et romans de ses œuvres sont probablement basés sur ceux dépeints par des maîtres qui avaient visité la péninsule. 
Il semble avoir connu un certain succès, comme en témoigne le fait que ses œuvres figurent dans de nombreuses collections de son époque. En 1621, ses droits de succession sont payés à la Guilde de Saint-Luc d'Anvers.  Il est donc probablement mort à Anvers en 1620 ou 1621.

## Œuvre
On ne connaît de lui que sept peintures signées.  Deux d'entre elles sont entièrement signées, le Carnaval (vers 1615, Hamburger Kunsthalle) et la Fête dans un intérieur ou Les cinq sens] (1620, collection du Louvre, exposé au Musée de Cambrai).  Il est donc difficile d'établir une chronologie.  Ces dernières années, un certain nombre de tableaux de qualité variable lui ont été attribués.  Il a peint dans un large éventail de genres, notamment des scènes d'architecture, des vues de ville, des scènes de genre, des compositions allégoriques et des peintures d'histoire.  
Ses scènes de genre traitent d'une grande variété de scènes : carnavals sur glace, feux d'artifice, corridas, scènes de plein air et allégories des cinq sens.  Un thème fréquent est celui du banquet intérieur ou extérieur avec de grands groupes de personnages élégants, préfigurant les scènes de fête champêtre de la peinture française ultérieure.  Le thème du jardin d'amour y est lié et est également développé par d'autres peintres flamands tels que Rubens et Frans Francken le Vieux. Ces scènes sont peintes dans l'esprit de l'École de Fontainebleau. La grande taille de ses personnages, leurs postures exquises, leurs visages lisses et leurs fronts nus caractérisent son style.

## Œuvres choisies

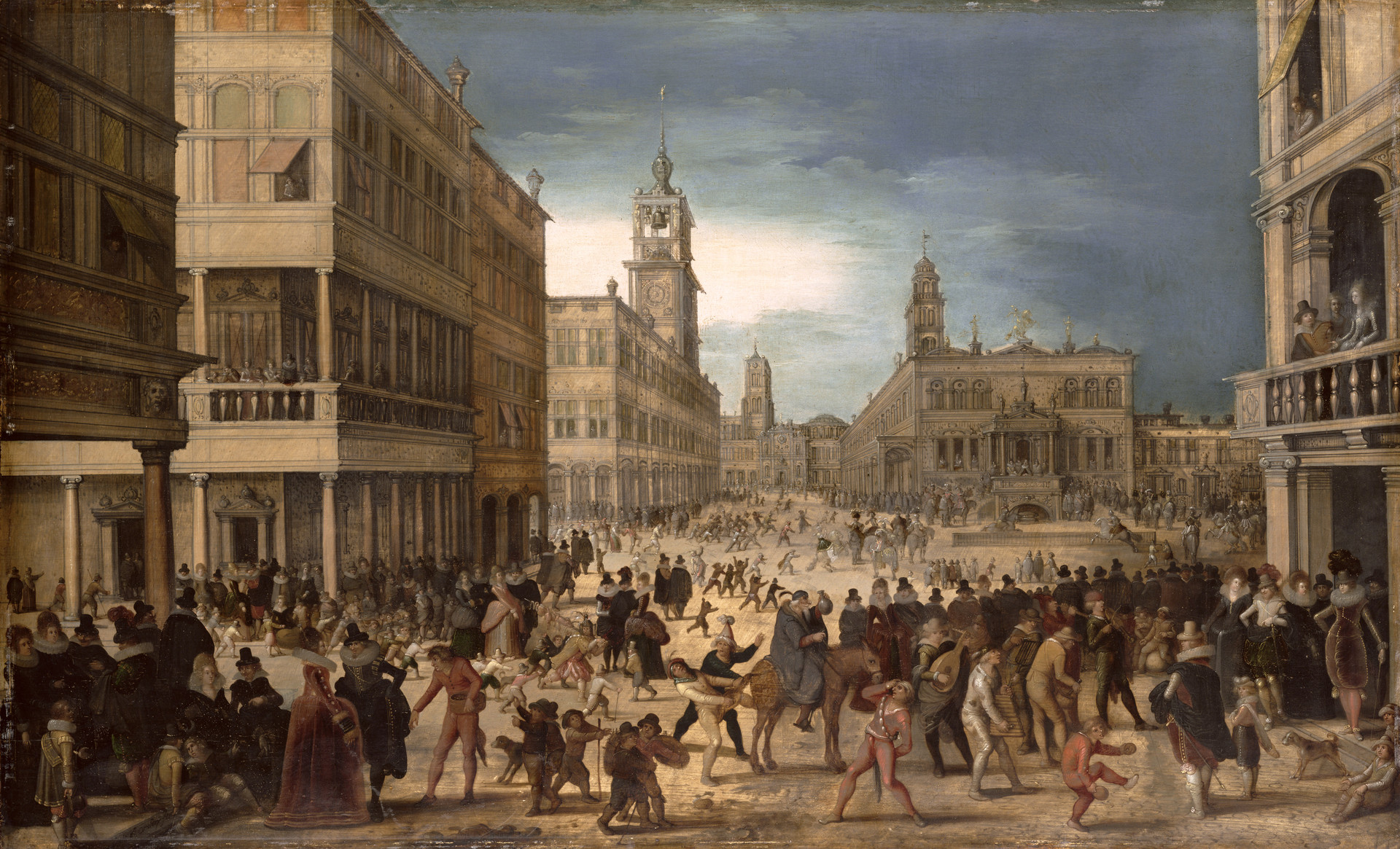
Carnaval.
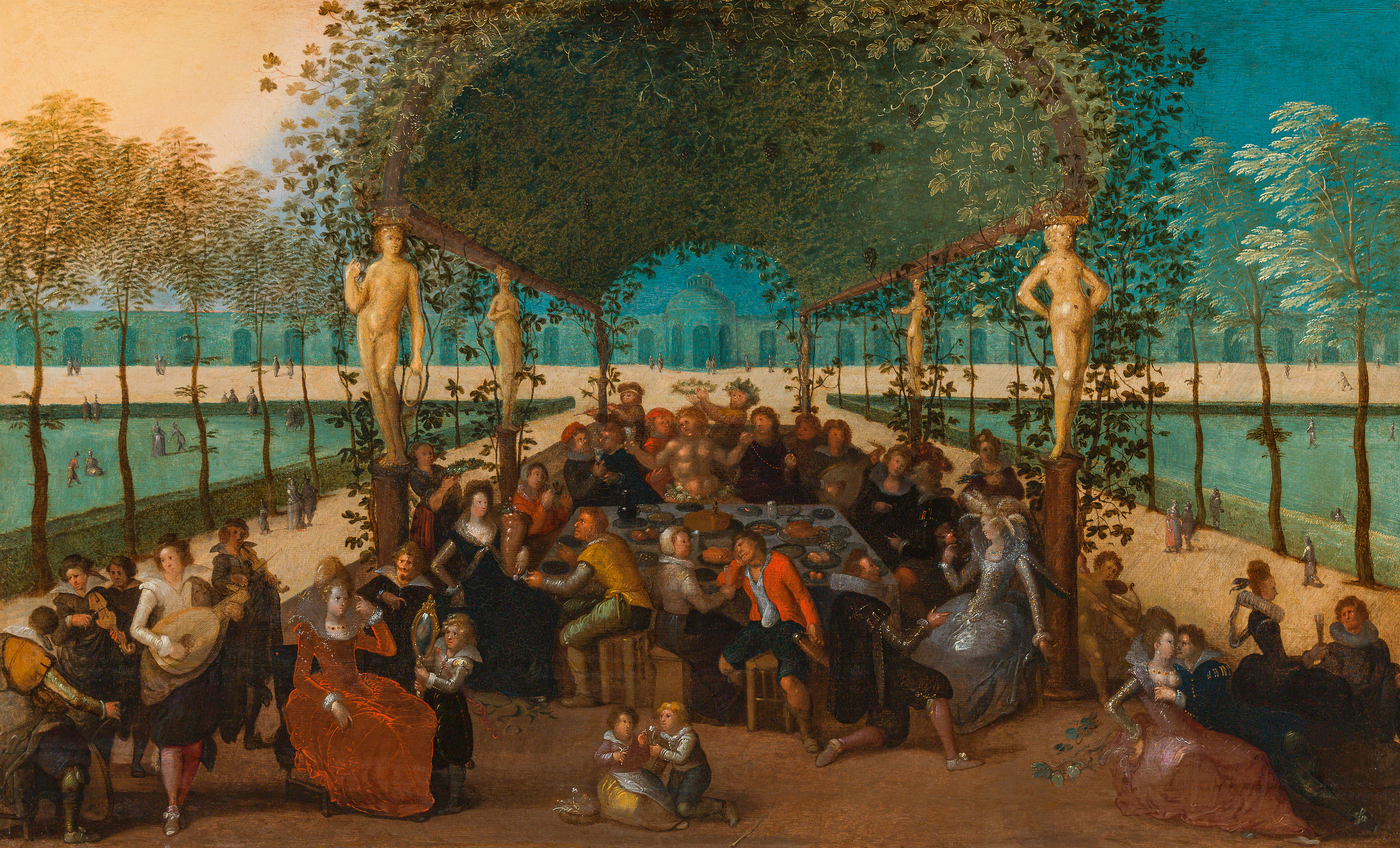
Vénus, Bacchus et Cérès dans le jardin d'amour
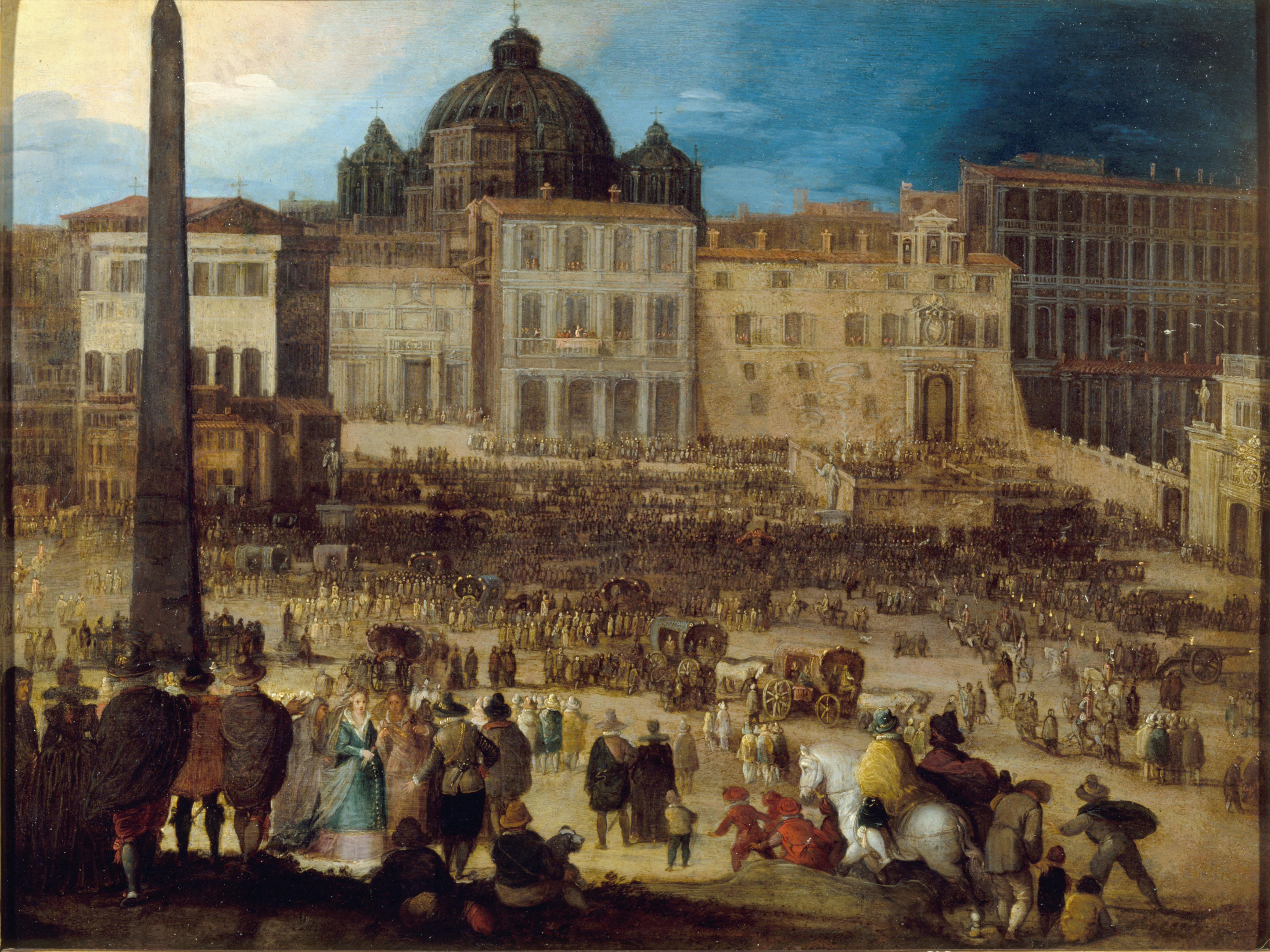
Vue de la place Saint-Pierre, après l'élection du pape Clément VIII en 1592, coll. Petit Palais, huile sur cuivre (vers 1600).